# Zespół mózgowo-żebrowo-żuchwowy
Zespół mózgowo-żebrowo-żuchwowy (ang. cerebro-costo-mandibular syndrome, cerebrocostomandibular syndrome, rib gap defects with micrognathia, CCMS) – genetycznie uwarunkowany zespół wad wrodzonych, dziedziczony autosomalnie dominująco oraz autosomalnie recesywnie. Charakteryzuje się mikrognacją, wadami żeber oraz niepełnosprawnością intelektualną.

## Historia
Zespół został po raz pierwszy opisany w 1966 przez amerykańsko-szwajcarski zespół pod kierownictwem amerykańskiego lekarza Davida Smitha.

## Etiologia
Zespół jest dziedziczony autosomalnie zarówno dominująco, jak i recesywnie. Opisano uszkodzenia sekwencji regulatorowej genu SNRPB zlokalizowanego na ramieniu krótkim chromosomu 20, w regionie p13 odpowiadające za część przypadków zespołu mózgowo-żebrowo-żuchwowego.

## Epidemiologia
Częstość występowania szacowana jest na poniżej 1 na 1 000 000 urodzeń. Do chwili obecnej opisano 65 przypadków, z których 10 dzieci żyje.

## Obraz kliniczny
Zespół mózgowo-żebrowo-żuchwowy charakteryzuje obecność cech sekwencji malformacyjnej Pierre’a Robina (niedorozwój żuchwy (mikrognacja), glossoptosis, różnego stopnia wady rozwojowe podniebienia), wewnątrzmaciczny niedobór wzrostu oraz odcinkowe niewykształcenie żeber w ich tylnej części o różnym stopniu nasilenia. Odcinkowy brak żeber może prowadzić do wiotkiej klatki piersiowej, co może dalej powodować zaburzenia oddychania. Obserwowane bywają również wady cewy nerwowej. W większości przypadków zespół ten powoduje niepełnosprawność intelektualną.

## Diagnostyka różnicowa
Zespół mózgowo-żebrowo-żuchwowy należy różnicować z zespołem Pierre’a Robina, zespołem Edwardsa oraz zespołem Pataua.
Rozpoznanie stawiane jest na podstawie typowego obrazu klinicznego oraz typowego obrazu RTG klatki piersiowej. W badaniu histopatologicznym w miejscu brakujących fragmentów żeber stwierdza się niezróżnicowaną tkankę łączną włóknistą.

## Leczenie
Nie ma specyficznego leczenia zespołu mózgowo-żebrowo-żuchwowego (2017). Leczenie jest objawowe, skierowane, zwłaszcza w początkowym okresie, na leczenie zaburzeń oddychania, część pacjentów wymaga tracheotomii oraz żywienia przez zgłębnik nosowo-żołądkowy.

## Rokowanie
Rokowanie jest poważne i zależy od stopnia zaawansowania zespołu, określonego liczbą brakujących żeber lub ich odcinków. Najciężej dotknięte dzieci umierają w pierwszej dobie życia, 50% dzieci umiera w pierwszym miesiącu życia, 40% w ciągu pierwszego roku życia. Pacjenci, którzy przeżyją pierwszy rok życia, zwykle dożywają wieku dorosłego.